# Дистант, Уильям Лукас
Уильям Лукас Дистант (англ. William Lucas Distant; 12 ноября 1845 — 4 февраля 1922) — английский энтомолог. Родился в семье Александра Дистанта, капитана китобойного судна. Путешествие с отцом в 1867 году к Малаккскому полуострову пробудило в нём интерес к естествознанию и вылилось в написание труда Rhopalocera Malayana (1882—1886), в котором описывались бабочки Малаккского полуострова. Также Дистант совершил два путешествия в Трансвааль: после первого была написана книга A Naturalist in the Transvaal (1892), а второе путешествие, длительностью около 4 лет, дало возможность собрать большую коллекцию насекомых, многие из которых были описаны в Insecta Transvaaliensia (1900—1911). В 1890 году он женился на Эдит Бланш де Рубэн (Edith Blanche de Rubain). С 1899 года по 1920 год он работал на Лондонский музей естествознания, для которого произвёл описания многих новых видов насекомых из коллекции музея.
Собранная Уильямом коллекция в 50 000 видов насекомых была приобретена Музеем естествознания в 1920 году. Умер энтомолог в 1922 году от рака.